# ヴァルター・シュタイナー
ヴァルター・シュタイナー（Walter Steiner、1951年2月15日 - ）はスイス、ザンクト・ガレン州Wildhaus出身の元スキージャンプ選手で、1970年代に国際試合で活躍した。

## プロフィール
1972年札幌オリンピック90m級で銀メダルを獲得、
同年のスキーフライング世界選手権（ユーゴスラビア、プラニツァ）では優勝を果たす。
翌1973年のスキーフライング世界選手権で2位、1973-1974シーズンのジャンプ週間総合2位、1974年のホルメンコーレン大会優勝、1977年のスキーフライング世界選手権で2回目の優勝など輝かしい成績を残した。
また、1974年にはプラニツァのフライングで当時の世界記録となる169mを飛んだ。
さらに1977年にはホルメンコーレン・メダルを受賞した。（フィンランドのヘレナ・タカロ、ヒルッカ・クントラと分け合った）
日本での試合にも活躍。1974年の宮様スキー大会90m級で優勝、1977年の札幌オリンピック記念国際スキージャンプ競技大会優勝、翌日のSTVカップ国際スキージャンプ競技大会では大倉山ジャンプ競技場の当時のバッケンレコードを記録(115.5m)して連勝した。
1974年にはヴェルナー・ヘルツォークによってドキュメンタリー映画（The Great Ecstasy of Woodcarver Steiner）が製作された。
1990年にシュタイナーは妻とともにスウェーデンのファルンに移り住み、庭師として働いている。